# Fontaine Sainte-Anne de Buléon
La fontaine Sainte-Anne est située  au lieu-dit «Sainte-Anne», à Buléon dans le Morbihan.

## Historique
La fontaine est bâtie en 1676 à proximité de la chapelle Sainte-Anne.
La fontaine fait l’objet d’une inscription au titre des monuments historiques depuis le 20 mars 1934.

## Architecture
L'édifice se présente comme un édicule en granite à base carrée qu'enceint une balustrade.
Le dôme, à double mouvement concave et convexe, repose sur quatre côtés dont trois sont voûtés en plein cintre.